# Zbrodnia w Soroczynie
Zbrodnia w Soroczynie – zbrodnia dokonana przez bojówkę Ukraińskiej Powstańczej Armii na co najmniej 140 polskich mieszkańcach kolonii Soroczyn, położonej w powiecie włodzimierskim województwa wołyńskiego, podczas rzezi wołyńskiej. 

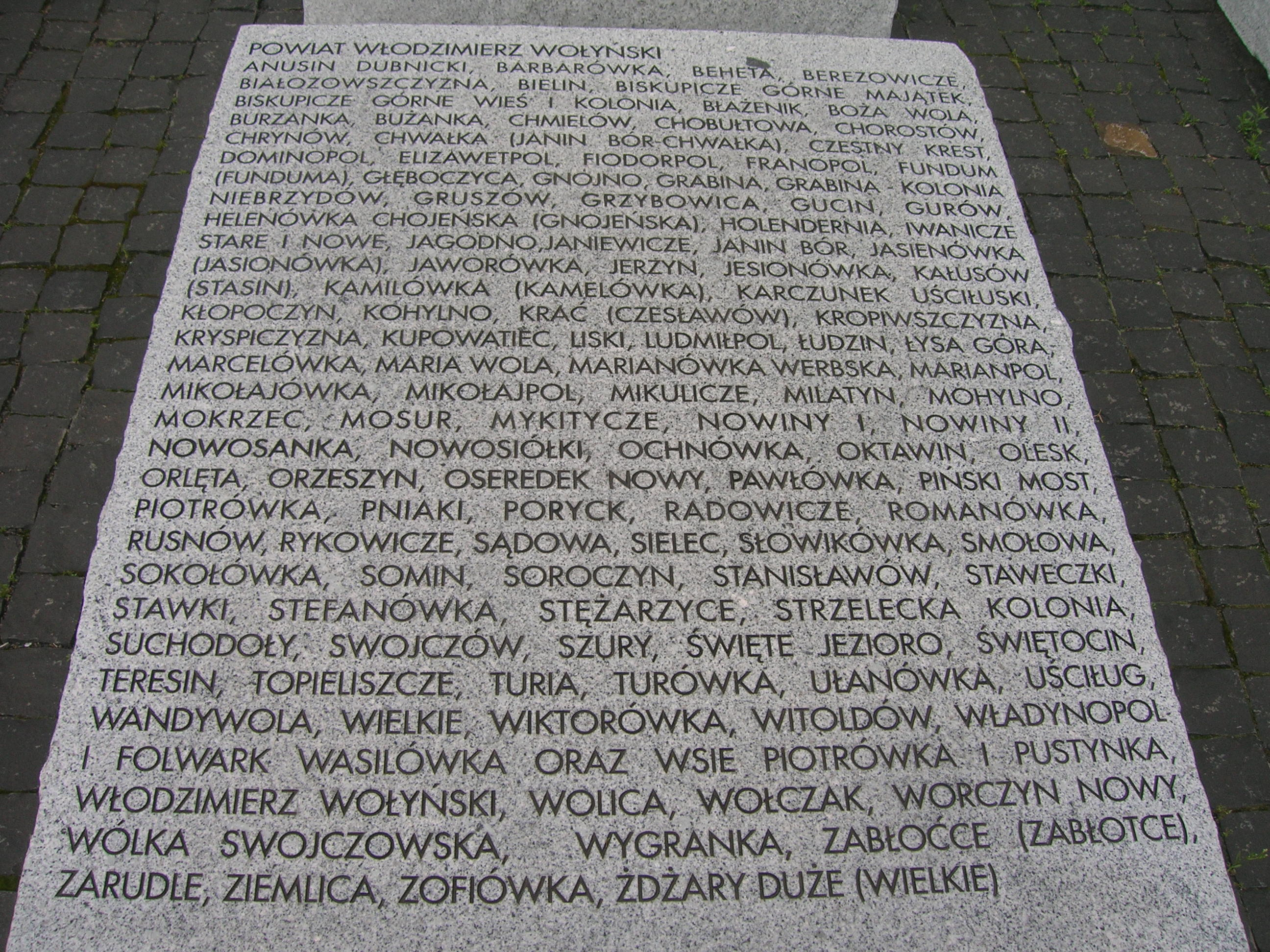
Soroczyn na tablicy Pomnika Rzezi Wołyńskiej w Warszawie

Napad na miejscowość nastąpił rano 29 sierpnia 1943 roku. Kolonię otoczono i zamordowano co najmniej 140 Polaków. Dobytek zabitych został rozkradziony przez Ukraińców. Rzeź przeżył Bronisław Kunysz, mieszkaniec Grabiny, który nocował w stodole rodziny Rolaków z Soroczyna.
Napad na Soroczyn był częścią większej akcji UPA na zachodzie Wołynia. Tego samego dnia wymordowano inne pobliskie miejscowości polskie.